# Kateřina Smutná (archivářka)
Kateřina Smutná (14. září 1947 Brno – 7. května 2016 Brno) byla česká archivářka, dlouholetá ředitelka Moravského zemského archivu, nositelka Ceny Jihomoravského kraje a Ceny města Brna.

## Biografie
V roce 1970 absolvovala na Filozofické fakultě brněnské univerzity obor archivnictví, kterému se poté profesně věnovala. V roce 1974 nastoupila do Státního oblastního archivu v Brně, dnes Moravského zemského archivu. S touto institucí pak spojila celý svůj profesní život. Pracovala zde jako instruktorka pro podnikové archivy, od roku 1991 vykonávala funkci vedoucí oddělení a zástupkyně ředitele. Od roku 2000 byla ředitelkou Moravského zemského archivu. Po převzetí funkce ředitelky si stanovila jako svůj hlavní úkol prosazení vybudování účelové novostavby pro archiv, což se také během následujících let podařilo.
Ve své odborné činnosti se zabývala především metodikou archivnictví, publikovala v oblasti hospodářských a regionálních dějin. Výchově mladé generace archivářů se věnovala na Masarykově univerzitě v Brně, na Univerzitě v Hradci Králové a na Střední škole informačních a knihovnických služeb v Brně.
V roce 2011 se stala nositelkou Ceny Jihomoravského kraje za přínos v oblasti historických věd. V lednu následujícího roku jí byla udělena také Cena města Brna za rok 2011 v oblasti výchovy a vzdělávání.